# Dérivée extérieure
En mathématiques, la dérivée extérieure, opérateur de la topologie différentielle et de la géométrie différentielle, étend le concept de la différentielle d'une fonction aux formes différentielles de degré quelconque.
Elle permet de définir les formes différentielles fermées et exactes. Elle est importante dans la théorie de l'intégration sur les variétés, et elle est la différentielle employée pour définir la cohomologie de De Rham et celle d'Alexander-Spanier. Sa forme actuelle fut inventée par Élie Cartan.

## Définition
Pour toute variété différentielle M, Ω(M) désigne l'algèbre graduée anti-commutative des formes différentielles sur M. Il existe un unique opérateur linéaire {\displaystyle \mathrm {d} :\Omega (M)\to \Omega (M)}, appelé dérivée extérieure, vérifiant :
- si ω est de degré k alors dω est de degré k + 1 ;
- en notant ∧ le produit extérieur, si α est de degré k, on a : {\displaystyle \mathrm {d} \left(\alpha \wedge \beta \right)=\mathrm {d} \alpha \wedge \beta +(-1)^{k}\alpha \wedge \mathrm {d} \beta } ;
- le carré de d est nul : d(dω) = 0 ;
- pour toute 0-forme, c'est-à-dire toute fonction lisse f, la 1-forme df est la différentielle de f.

Les éléments du noyau de d sont appelés les formes fermées, et ceux de son image les formes exactes.

## Expression en coordonnées locales
Pour une k-forme {\displaystyle \omega =f{\rm {d}}x_{i_{1}}\wedge ...\wedge {\rm {d}}x_{i_{k}}} sur ℝn, la différentielle s'écrit
{\displaystyle {\rm {d}}{\omega }={\rm {d}}f\wedge {\rm {d}}x_{i_{1}}\wedge ...\wedge {\rm {d}}x_{i_{k}}=\sum _{j=1}^{n}{\frac {\partial f}{\partial x_{j}}}{\rm {d}}x_{j}\wedge {\rm {d}}x_{i_{1}}\wedge ...\wedge {\rm {d}}x_{i_{k}}.}
En particulier, pour une 0-forme (i.e. une fonction) {\displaystyle f}, on retrouve l'expression de la différentielle:
{\displaystyle {\rm {d}}{f}=\sum _{j=1}^{n}{\frac {\partial f}{\partial x_{j}}}{\rm {d}}x_{j}}

### Exemple
Pour une 1-forme sur ℝ2,
{\displaystyle \omega =P{\rm {d}}x+Q{\rm {d}}y,}
on a :
{\displaystyle {\rm {d}}\omega ={\rm {d}}P\land {\rm {d}}x+{\rm {d}}Q\land {\rm {d}}y=\left({\frac {\partial P}{\partial x}}{\rm {d}}x+{\frac {\partial P}{\partial y}}{\rm {d}}y\right)\land {\rm {d}}x+\left({\frac {\partial Q}{\partial x}}{\rm {d}}x+{\frac {\partial Q}{\partial y}}{\rm {d}}y\right)\land {\rm {d}}y=\left({\frac {\partial Q}{\partial x}}-{\frac {\partial P}{\partial y}}\right){\rm {d}}x\wedge {\rm {d}}y,}
ce qui correspond exactement à la 2-forme qui apparaît dans le théorème de Green.

## Fonctorialité
La différentielle extérieure commute au pullback, c'est-à-dire que pour toute application différentiable f : M → N et toute forme ω sur N, f*(dω) = d(f*ω).

## Formule invariante
Étant donné {\displaystyle \omega } de degré k et des champs vectoriels arbitraires lisses  {\displaystyle V_{0},V_{1},...,V_{k}}, on a
{\displaystyle d\omega (V_{0},V_{1},...V_{k})=\sum _{i}(-1)^{i}V_{i}\omega (V_{0},...,{\hat {V}}_{i},...,V_{k})}
{\displaystyle +\sum _{i<j}(-1)^{i+j}\omega ([V_{i},V_{j}],V_{0},...,{\hat {V}}_{i},...,{\hat {V}}_{j},...,V_{k})}
où {\displaystyle [V_{i},V_{j}]\,\!} dénote le crochet de Lie et {\displaystyle \omega (V_{0},...,{\hat {V}}_{i},...,V_{k})=\omega (V_{0},...,V_{i-1},V_{i+1}...,V_{k}).}
En particulier, pour les 1-formes :
{\displaystyle d\omega (X,Y)=X(\omega (Y))-Y(\omega (X))-\omega ([X,Y])}
et pour les 2-formes :
{\displaystyle d\omega (X,Y,Z)=X(\omega (Y,Z))-Y(\omega (X,Z))+Z(\omega (X,Y))-\omega ([X,Y],Z)+\omega ([X,Z],Y)-\omega ([Y,Z],X).}

## Lien avec le calcul vectoriel
La correspondance suivante révèle environ une douzaine de formules du calcul vectoriel qui apparaissent comme des cas spéciaux des trois règles de différentiation extérieure ci-dessus.

### Gradient
Pour une 0-forme sur ℝn, c'est-à-dire une fonction lisse {\displaystyle f\colon \mathbb {R} ^{n}\to \mathbb {R} }, on a
{\displaystyle df=\sum _{i=1}^{n}{\frac {\partial f}{\partial x_{i}}}\,dx_{i}.}
Alors
{\displaystyle df(V)=\langle \mathrm {grad} \ f,V\rangle ,}
où {\displaystyle \mathrm {grad} \ f} dénote le gradient de f et {\displaystyle \langle \cdot ,\cdot \rangle } est le produit scalaire.

### Rotationnel
Pour une 1-forme {\displaystyle \omega =\omega _{x}dx+\omega _{y}dy+\omega _{z}dz} sur ℝ3 (que l'on peut identifier à un champ de vecteurs),
{\displaystyle d\omega =\left({\frac {\partial \omega _{y}}{\partial x}}-{\frac {\partial \omega _{x}}{\partial y}}\right)dx\wedge dy+\left({\frac {\partial \omega _{z}}{\partial y}}-{\frac {\partial \omega _{y}}{\partial z}}\right)dy\wedge dz+\left({\frac {\partial \omega _{x}}{\partial z}}-{\frac {\partial \omega _{z}}{\partial x}}\right)dz\wedge dx.}
Grâce au produit vectoriel sur ℝ3, on peut identifier la 2-forme dω à un champ de vecteurs {\displaystyle {\overrightarrow {\text{rot}}}\;\omega }, appelé rotationnel de ω et défini comme suit (voir dualité de Hodge)
{\displaystyle d\omega ({\vec {a}},{\vec {b}})={\displaystyle \langle {\overrightarrow {\text{rot}}}\;\omega ,{\vec {a}}\wedge {\vec {b}}\rangle }}
où {\displaystyle \langle \cdot ,\cdot \rangle } est le produit scalaire et {\displaystyle {\vec {a}}\wedge {\vec {b}}} est le produit vectoriel. On retrouve ainsi la définition usuelle du rotationnel
{\displaystyle {\overrightarrow {\text{rot}}}\;\omega =\left({\frac {\partial \omega _{y}}{\partial x}}-{\frac {\partial \omega _{x}}{\partial y}}\right){\vec {e_{z}}}+\left({\frac {\partial \omega _{z}}{\partial y}}-{\frac {\partial \omega _{y}}{\partial z}}\right){\vec {e_{x}}}+\left({\frac {\partial \omega _{x}}{\partial z}}-{\frac {\partial \omega _{z}}{\partial x}}\right){\vec {e_{y}}}.}
Le fait que le rotationnel ainsi défini (comme le dual de Hodge de la dérivée extérieure du champ de vecteurs identifié à une 1-forme) s'identifie à un vecteur est propre à la dimension 3. De façon générale, ce n'est pas le cas, en particulier en dimension 4, le "rotationnel" ainsi défini est un objet (une 2-forme) de dimension 6, que l'on ne peut donc pas identifier à un vecteur (de dimension 4). Il n'y a pas de généralisation du rotationnel en dimension autre que 3.

### Divergence
Pour une 2-forme {\displaystyle \omega =\sum _{i,j}h_{i,j}\,dx_{i}\wedge \,dx_{j},} on a : 
{\displaystyle d\omega =\sum _{i,j,k}{\frac {\partial h_{i,j}}{\partial x_{k}}}dx_{k}\wedge dx_{i}\wedge dx_{j}.}
En trois dimensions, avec {\displaystyle \omega =p\,dy\wedge dz+q\,dz\wedge dx+r\,dx\wedge dy} on obtient :
{\displaystyle d\omega =\left({\frac {\partial p}{\partial x}}+{\frac {\partial q}{\partial y}}+{\frac {\partial r}{\partial z}}\right)dx\wedge dy\wedge dz={\mbox{div}}Vdx\wedge dy\wedge dz,}
où V est un champ vectoriel defini par {\displaystyle V=[p,q,r].}
De façon générale (en dimension n quelconque), on peut définir un analogue de la divergence d'un champ de vecteurs {\displaystyle {\vec {V}}\in \mathbb {R} ^{n}} en identifiant ce champ à une (n-1)-forme {\displaystyle \omega } dont on prend le dual de Hodge de la dérivée extérieure. On a alors:
{\displaystyle \mathrm {d} \omega =\mathrm {div} {\vec {V}}\ \mathrm {vol} }
soit encore {\displaystyle \mathrm {div} {\vec {V}}=\langle \mathrm {d} \omega ,\mathrm {vol} \rangle }, où {\displaystyle \mathrm {vol} =\mathrm {d} x_{1}\wedge \dots \wedge \mathrm {d} x_{n}} désigne la forme volume canonique.

### Formules courantes d'analyse vectorielle
À l'aide des redéfinitions ci-dessus, les formules suivantes sont une simple conséquence de {\displaystyle \mathrm {d} ^{2}=0} dans {\displaystyle \mathbb {R} ^{3}} :
- {\displaystyle {\overrightarrow {\mathrm {rot} }}({\overrightarrow {\mathrm {grad} }})={\vec {0}}}

- {\displaystyle \mathrm {div} ({\overrightarrow {\mathrm {rot} }})=0}

En notant {\displaystyle \Omega _{k}(\mathbb {R} ^{3})} l'espace des k-formes sur {\displaystyle \mathbb {R} ^{3}}, on peut se représenter la chaîne:
{\displaystyle \Omega _{0}(\mathbb {R} ^{3}){\overset {\mathrm {d} }{\longrightarrow }}\Omega _{1}(\mathbb {R} ^{3}){\overset {\mathrm {d} }{\longrightarrow }}\Omega _{2}(\mathbb {R} ^{3}){\overset {\mathrm {d} }{\longrightarrow }}\Omega _{3}(\mathbb {R} ^{3})}
La première flèche correspond au gradient, la seconde au rotationnel, la troisième à la divergence:
{\displaystyle \Omega _{0}(\mathbb {R} ^{3}){\overset {\mathrm {grad} }{\longrightarrow }}\Omega _{1}(\mathbb {R} ^{3}){\overset {\mathrm {rot} }{\longrightarrow }}\Omega _{2}(\mathbb {R} ^{3}){\overset {\mathrm {div} }{\longrightarrow }}\Omega _{3}(\mathbb {R} ^{3})}

## Référence
- (fr) Henri Cartan,  Formes différentielles, Hermann, 1967 plusieurs rééditions, la dernière en 2007